# Månemælk
Månemælk er det andet studiealbum fra den danske middelaldertrio Truppo Trotto, der udkom i 2003. Albummet indeholder en række middelalder- og folkemelodier. Det blev gruppens sidste album, inden de gik i opløsning i 2005.
Blandt sangene var nummeret "Læg Din Maw", som senere blev solgt til et tysk forlag. Her kom sangen, som den eneste ikke-tyske nummer, med på en middelalderdance CD.

## Spor
1. "Åhning" - 2:24
2. "Ræven" - 3:28
3. "Svanen Og Liljen" - 3:04
4. "Den Døde Mand" - 6:44
5. "Den Prikkede Ugle" - 3:29
6. "2 Ravne" - 3:31
7. "Månemælk" - 3:22
8. "Norden For Trondhjem" - 4:11
9. "Ravnen" - 6:22
10. "De Sidste Sang" - 4:40
11. "Læg Din Maw" - 3:12

## Personel
- Como Breuning - Davul, dabuka, tamburin, skalmeje, fløjte
- Marie Havndrup - Sang, fedel, tromme, fløjte
- Morten "Musicus" Pedersen - Sang, sækkepibe, mandocello, skalmeje, fløjte, tromme, hakkebræt

Gæstemusikere
- Søren Hammerlund - drejelire på "Ræven"